# Rafał Zapała
Rafał Sławomir Zapała (ur. 1 listopada 1975 w Kielcach, zm. 18 lipca 2025) – polski artysta dźwięku, kompozytor, improwizator (pianista, perkusista) doktor habilitowany, profesor Akademii Muzycznej w Poznaniu, profesor sztuk muzycznych.

## Życiorys
Studiował na poznańskiej Akademii Muzycznej, gdzie otrzymał dwa dyplomy – z dyrygentury chóralnej (pod kierunkiem Janusza Dzięcioła w 1999) oraz z kompozycji (klasa Lidii Zielińskiej w 2010). Doktoryzował się z zakresu sztuk muzycznych (kompozycja) na Akademii Muzycznej w Krakowie w 2012. W 2023 uzyskał tytuł naukowy profesora.
Brał udział w licznych kursach mistrzowskich, m.in. u Jana A.P. Kaczmarka (2006), Karlheinza Stockhausena (Kürten, 2008), Acanthes Courses Metz (z IRCAM, Tristanem Murailem, Beatem Furrerem), Pauline Oliveros, Alvina Luciera, Zbigniewa Karkowskiego, Darmstadt Summer Courses 2018 (z Ash Fure, Pierluigi Billone). Był uczestnikiem rezydencji artystycznych, m.in. na Uniwersytecie Stanforda (2014). Jego kompozycje były prezentowane m.in. na „Warszawskiej Jesieni”, „Poznańskiej Wiośnie Muzycznej” i innych.
Jego muzyka jest prezentowana na festiwalach muzyki współczesnej, w jazzowych klubach, scenach muzyki eksperymentalnej oraz w otwartych przestrzeniach miejskich (m.in. Winter Concert CCRMA Stanford; Warszawska Jesień, KODY, Poznańska Wiosna Muzyczna, Festiwal Teatralny Malta, Musicacoustica w Pekinie, EMU Fest w Rzymie, Estonian Music Days, Prague Quadrennial of Performance Design and Space, Audio Art; Festival fur Aktuelle Musik Berlin; TEDx Marszałkowska, Musica Polonica Nova, KLANG – Copenhagen Avantgarde Music Festival; Sokołowsko Sanatorium Dźwięku, Wrocław Stolicą Kultury; Festiwal ZKP "7 Nurtów", CTM Berlin, Transmediale Berlin; Neoarte Syntezator Sztuki, Sonus ex Machina, International Symposium on Electronic Art (ISEA).
Był uczestnikiem staży naukowych, prowadził badania i rezydencje artystyczne na uczelniach i w instytucjach naukowych. Realizował w zespołach badawczych projekty finansowane w drodze konkursów zagranicznych, krajowych i samorządowych, m.in.:
- Visiting Scholar w Center for New Music and Audio Technologies (CNMAT) na Uniwersytecie Kalifornijskim w Berkeley, USA (projekt nagrodzony stypendium Fulbrighta, 2021),
- Visiting Scholar w Center for Computer Research at Music and Acoustics (CCRMA) na Uniwersytecie Stanforda, USA (2014),
- Vertigo STARTS (org. przez IRCAM i Centre Pompidou w ramach programu UE Horyzont 2020), projekt artystyczno-badawczy: „Sensorium Audio Theatre“ realizowany przy współpracy Poznańskiego Centrum Superkomputerowo-Sieciowego (2019 –2020),
- POST-APOCALYPSIS – Polska Ekspozycja Narodowa, konkurs MKiDN na Pawilon Narodowy na 13. Prague Quadrennial of Performance Design and Space, praca kolektywu daed baitz nagrodzona Złotym Medalem w kategorii „Sound Design” (2015),
- Art-in-residence w Rävemåla Residency Program, Szwecja (2017),
- Art-in-residence w Zentrum für Kunst und Urbanistik (ZK/U), Berlin (2016),
- Program Ministra Kultury i Dziedzictwa Narodowego „Zamówienia kompozytorskie”: SOLASTALGIA – opera w 5ciu częściach, zamówienie Teatru Wielkiego im. Stanisława Moniuszki w Poznaniu (2021),
- MASZYNA KONCERTOWA – ministerialny konkurs Narodowego Centrum Kultury „Kultura w sieci” (2021),
- Program „Placówka” Instytut Teatralny im. Z. Raszewskiego, Warszawa, rezydencja zbiorowa w ramach grupy „daed Baitz” (2016),
- „Kompozytor-Rezydent” (w ramach programu IMiT), Filharmonia Świętokrzyska, Kielce (2014/2015).

Naukowo i artystycznie interesowały go instalacje i akcje dźwiękowe wpisane w przestrzeń miast, np. Sensorium (monumentalna instalacja w wieży zegarowej CK Zamek w Poznaniu) Od 2004 współpracował z poznańskimi teatrami i baletami.
Został profesorem w Zakładzie Kompozycji i prowadzącym „Sensorium. Labolatorium nowych praktyk muzycznych” w Akademii Muzycznej w Poznaniu. Wykładał kompozycję, technologię muzyki komputerowej, Sound Design i programiowanie Max/MSP. Jego autorska koncepcja proparacji elektronicznej Live Electronic Preparation była opublikowana w „Oxford Handbook of Interactive Audio" w 2014, jako jeden z rozdziałów. W 2021 był stypendystą Fulbright Senior Award. W 2022 otrzymał Nagrodę Artystyczną Miasta Poznania.
Został założycielem Kołorkingu Muzycznego(niezależnego domu kultury dla muzyków/czek realizującego ideę pracy u podstaw), fundacji an_ARCHE NewMusicFoundation oraz wielu zespołów i projektów muzycznych (z muzyką współczesną komponowaną, improwizowaną, elektroniczną, eksperymentalną, m.in. Sepia Ensemble.

## Źródła zewnętrzne
- Prof. dr hab. Rafał Zapała, [w:] portal „Ludzie Nauki”, MNiSW / OPI PIB [dostęp 2025-07-17].
- Zapała Rafał. Polskie Centrum Informacji Muzycznej. [dostęp 2025-07-17].
- Strona prywatna. [dostęp 2025-07-17].